# Antonio Cañizares Llovera
Antonio Cañizares Llovera (Utiel, 1945. október 15. –) spanyol római katolikus pap, a Valenciai főegyházmegye (Spanyolország) nyugalmazott érseke, bíboros. 2008 és 2014 között az Istentiszteleti és Szentségi Fegyelmi Kongregáció prefektusa, 2002 és 2008 között pedig a Toledói főegyházmegye érseke és Spanyolország prímása volt.

## A kezdetek
A valenciai kis- és nagyszemináriumban, valamint a Salamancai Pápai Egyetemen tanult, ahol teológiai doktorátust szerzett, szakterülete a katekézis. José García Lahiguera érsek 1970. június 21-én szentelte pappá, majd a Valenciai főegyházmegyében segédlelkészként és katekézis-delegátusként szolgált. 
A Madridi főegyházmegyébe való áthelyezését követően a Salamancai Egyetemen kateketikát, a madridi szemináriumban pedig alapvető teológiát tanított. Később a madridi Vallástudományi és Katekézis Intézet igazgatója és professzora lett, és a Spanyol Püspöki Konferencia több bizottságában és titkárságában is helyet foglalt. Cañizares 1985 és 1992 között a Püspöki Hittani Bizottság titkárságának igazgatója volt. Emellett megalapította és első elnöke volt az Asociación Española de Catequistas, és a Teología y Catequesis című folyóirat igazgatója. 

## Püspöki pályafutása
1992. március 6-án II. János Pál pápa kinevezte az Ávilai egyházmegye püspökévé, majd április 25-én püspökké szentelte Mario Tagliaferri érsek, Ángel Suquía Goicoechea és Marcelo González Martín bíborosok társszentelésével az ávilai székesegyházban. Cañizares Llovera később, 1996. november 10-én a Római Kúrián belül a Hittani Kongregáció tagja lett, és ugyanezen év december 10-én nevezték ki a Granadai főegyházmegye érsekévé. Granadai feladatai mellett 1998 januárjától októberéig a Cartagenai egyházmegye apostoli kormányzója volt, 1999-ben pedig az Oktatási és Katekézis Püspöki Bizottság elnökévé választották.
Cañizares Lloverát 2002. október 24-én II. János Pál pápa kinevezte a Toledói főegyházmegye érsekévé és Spanyolország prímásává. A Spanyol Püspöki Konferencia alelnökévé is megválasztották. XVI. Benedek pápa a 2006. március 24-i konzisztóriumon bíborossá kreálta, címtemplomául a San Pancrazio-bazilikát jelölte ki. Ugyanezen a napon az Universidad CEU Cardenal Herrera tiszteletbeli doktori címet adományozott neki.

### Az Istentiszteleti és Szentségi Fegyelmi Kongregáció prefektusa
XVI. Benedek pápa 2008. december 9-én kinevezte az Istentiszteleti és Szentségi Fegyelmi Kongregáció prefektusává.
2010. március 4-én kinevezték a Nemzetközi Eucharisztikus Kongresszusok Pápai Bizottsága tagjává. Tagja továbbá a Hittani Kongregációnak és a Püspöki Kongregációnak, valamint az Ecclesia Dei Pápai Bizottságnak. Március 5-én kinevezték a Népek Evangelizációjának Kongregációja tagjává.
Cañizarest 2006. december 1-jén választották meg a Real Academia de la Historia 16. madellájává, és 2008. február 24-én foglalta el a helyét. Cañizares néha a „Kis Ratzinger” becenevet viseli, utalva a közte és XVI. Benedek pápa, született Joseph Ratzinger közötti hasonló hitre és véleményekre, aki maga is tisztában van ezzel a kifejezéssel, és „nagyon mulattatja.”
2013-ban arról számoltak be, hogy a Kongregáció egy füzetet készít, amely segít a papoknak a szentmise megfelelő celebrálásában és a híveknek a jobb részvételben. Cañizares Llovera bíboros megerősítette ezt a spanyol szentszéki nagykövetségen tartott a „Katolikus liturgia a II. vatikáni zsinat óta: Folytonosság és fejlődés” című beszédében. „Készülünk rá; segíteni fog a jó ünneplésben és a jó részvételben.” Beszéde során a bíboros megismételte a II. vatikáni zsinat által a liturgiának tulajdonított jelentőséget, „amelynek megújulását az egyház hagyományával való folytonosságban kell érteni, nem pedig szakításként vagy megszakításként. Törés vagy a folytonosságot nem tisztelő újítások miatt, vagy a mindent a XII. Piusznál befagyasztó mozdulatlanság miatt.” – mondta.
Egyike volt azoknak a választó bíborosoknak, akik részt vettek a Ferenc pápát megválasztó 2013-as konklávén.

### Valencia érseke
2014. augusztus 28-án Ferenc pápa kinevezte a Valenciai főegyházmegye érsekévé. Beiktatására október 4-én került sor.
Ferenc pápa 2022. október 10-én elfogadta lemondását Valencia érseki tisztségéről.

## Nézetek

### A szentáldozás vétele
Egy 2008 decemberében adott interjúban Cañizares Llovera arról beszélt, hogy mi a legjobb módja az Eucharisztia vételének: „Mit jelent az, hogy szájjal áldozunk? Mit jelent letérdelni a legszentebb szentség előtt? Mit jelent térdelni a szentmisén a szentáldozáskor? Azt jelenti, hogy imádni, azt jelenti, hogy felismerni Jézus Krisztus valóságos jelenlétét az Euvharisztiában; azt jelenti, hogy tisztelettel és egy olyan ember hitbeli magatartásával, aki leborul Isten előtt, mert tudja, hogy minden tőle származik, és mi szótlanul, megdöbbenve állunk a csodája, jósága és irgalma előtt. Ezért nem ugyanaz, ha letesszük a kezünket, és bármilyen módon vesszük az áldozást, mintha tiszteletteljesen tesszük; nem ugyanaz, ha térdelve vagy állva vesszük az áldozást, mert mindezek a jelek mély értelmet jelentenek.”
2010 augusztusában azt mondta, hogy a korábbi kulturális hatások és a gyermekek formálódásának hatása miatt, akik korábban tanulnak, korábban szembesülnek érett kérdésekkel, és akiket a modern erkölcs, az etikai rendszerek és a tömmegkommunikációs média nagymértékben befolyásol, talán előnyösebb lenne, ha a bűnbánat és az Eucharisztia szentségeinek vételére való felkészülést korábbi életkorban kezdenénk, ami azt is eredményezhetné, hogy csökkentsük az említett szentségek vételének korhatárát (ami most körülbelül 7 vagy 8 év, az értelem kora, amikor a kisgyermekek már felelősséget vállalnak tetteikért és hitrendszerükért.

### ASummorum Pontificumrólés a tridenti miséről
A Summorum Pontificum motu proprio kapcsán azt mondta, hogy „a pápa szándéka nem csak az volt, hogy kielégítse Monsignor Lefevbre követőit, és nem is korlátozta magát arra, hogy válaszoljon a hívek jogos kívánságaira, akik kötődnek hozzá... a római rítus által képviselt liturgikus örökséghez, hanem az is, éspedig különös módon, hogy az Egyház liturgikus gazdagságát minden hívő számára megnyissa, lehetővé téve ezzel az Egyház liturgikus öröksége kincseinek felfedezését azok számára, akik még nem ismerik azt... még ha nem is lett volna egyetlen »tradicionalista« sem, akit ki kellene elégíteni, ez a »felfedezés« elég lett volna ahhoz, hogy a pápa rendelkezéseit igazolja.”

### Abortusz és gyermekbántalmazás
A spanyol kormány javaslata által kiváltott abortuszvita kapcsán elmondta, hogy a katolikus papok által elkövetett gyermekbántalmazások „nem hasonlíthatók össze az abortusz által tönkretett több millió élethez. Ez legálisan 40 millió emberi életet semmisített meg.”